# Opus Clavicembalisticum
L’Opus Clavicembalisticum è una composizione pianistica atonale e caratterizzata dall'assai denso contrappunto composta dal compositore e pianista britannico Kaikhosru Shapurji Sorabji, iniziata molto presumibilmente verso la fine del 1929 e completata il 25 giugno 1930, come apprendiamo dalla postilla alla fine del manoscritto. Il pezzo è notevole per la sua lunghezza e difficoltà: al momento del suo completamento è stato il pezzo più lungo (247 pagine) e complesso per pianoforte mai composto prima. A causa della sua struttura e delle affermazioni del compositore in un commento in fondo al manoscritto, conosciamo che l'opera è ispirata alla Fantasia Contrappuntistica di Ferruccio Busoni, che ascoltò nel novembre 1929. La sua durata è di circa quattro ore, a seconda del tempo esecutivo.
Molte delle opere successive composte da Sorabji, come le Variazioni Sinfoniche, che durano circa 8-9 ore, sono simili per durata al lavoro di Frederic Rzewski intitolato The Road (10 ore) e al lavoro di Jacob Mashak, Beatus Vir per due pianoforti (11 ore).

## Struttura
L'Opus Clavicembalisticum ha dodici movimenti, di durata estremamente variabile: da una breve cadenza introduttiva, di soli tre minuti, ad un intermezzo che contiene una toccata, un adagio ed una passacaglia (con 81 variazioni) che richiede circa un'ora per essere eseguito. I movimenti sono raggruppati in tre parti, di durata crescente:
|       | Pars Prima                                                                 |
| I     | Introito                                                                   |
| II.   | Preludio-Corale                                                            |
| III.  | Fuga I quatuor vocibus                                                     |
| IV.   | Fantasia                                                                   |
| V.    | Fuga II duplex                                                             |
|       | Pars Altera                                                                |
| VI.   | Interludium Primum (Thema cum XLIX Variationibus)                          |
| VII.  | Cadenza I                                                                  |
| VIII. | Fuga Tertia Triplex                                                        |
|       | Pars Tertia                                                                |
| IX.   | Interludium Alterum (Toccata, Adagio, Passacaglia cum LXXXI Variationibus) |
| X.    | Cadenza II                                                                 |
| XI.   | Fuga IV. Quadruplex                                                        |
| XII.  | CODA_stretta                                                               |

## Analisi generica

### I movimenti
- Introito e genericità: Sebbene si trovino delle linee divisorie tratteggiate nei pentagrammi, nell'opera non esiste una vera e propria divisione in battute. Non sono presenti indicazioni metronomiche. Dopo le chiavi di basso e violino non si trovano indicazioni di tempo. Inoltre in chiave non sono presenti alterazioni: infatti l'opera non ha una tonalità; dunque tutte le alterazioni si trovano all'interno del pentagramma. La scrittura, a causa della densità del contrappunto e della vastità dell'estensione sulla tastiera, è dislocata in un numero di pentagrammi che, in media, non è inferiore a tre. Dunque l'opera presenta una complessità di lettura e, a causa della mancanza di riferimenti all'armonia tonale, è più difficile da memorizzare. Le difficoltà tecniche del pezzo sono di carattere assai vario: salti, poliritmi di gruppi irregolari, scale, volate, accordi e doppie note. Sporadicamente si trovano tremoli, trillate di note doppie, note ripetute, trilli e volate di terze.

Il movimento introduttivo, breve nella sua durata, contiene una successione di cinque temi che sono ripresi sviluppati nel Preludio Corale. Il brano si apre in maniera declamata, con una serie discendente e dissonante di tredici note, che finiscono in un accordo nella parte bassa della tastiera: esse, più o meno variate, appaiono frequentemente all'interno dell'opera. Nella sezione chiamata “morbido e severo” c'è un passaggio con dei salti di ottave nel basso. Esso ricorda un passaggio molto simile nella terza pagina della Fantasia Contrappuntistica di Busoni, dove è scritto “Dolce” e “Quasi trombe dolci” nella mano destra. Il finale è formato da accordi lenti da eseguire piano. In questa sezione è presente un Ossia, con cui l'esecutore può decidere o no se suonare degli accordi aggiuntivi sulla parte alta della tastiera messi in parentesi.
- Preludio Corale: una sezione chiamata “[Nexus]” fa da nesso con l'introito. Il pezzo si apre con un breve frammento delle tredici note introduttive. A metà circa sono presenti dei tremoli nella mano destra molto simili a quelli presenti nella Fantasia di Busoni. Il finale, che va rallentando di velocità, ha una parte chiamata “Quasi pedali soli” con cui Sorabji cerca di imitare il timbro dell'organo. Essa inoltre fa da contatto con la Fuga I che, come scrive l'autore, deve attaccare subito.
- Fuga I: come recita il sottotitolo “Quatuor vocibus”, contiene quattro voci. Il soggetto esposto nelle prime battute ha un carattere desolante, marcato dall'indicazione d'esecuzione “Sommessamente moderato”. La fuga è costruita sulle regole classiche; il soggetto è trattato in modo analogo. Durante il pezzo ritorna tre volte il tema iniziale dell'Introito. La fuga finisce con un accordo suonato molto forte nella parte bassa della tastiera, seguito da una lunga pausa.
- Fantasia: è un pezzo che ha un carattere opposto a quello della fuga: è un rapido susseguirsi di scalette e trillate di note doppie. Il brano, in stile Toccata, poco prima del finale ha un motivetto che si ripete due volte composto da note non casuali. Esse sono: do, sol, si, sib (scritto in piccolo, in forma di abbellimento) e re. In notazione inglese, do, sol e re sono rispettivamente C, G, D, mentre il si, in notazione tedesca, è una H. Se si prende l'abbellimento come una M con l'apostrofo, la sequenza in ordine forma un insieme di iniziali: C. G. H. (M)'D. Queste lettere sono le iniziali del nome e dello pseudonimo del dedicatario, Christopher Grieve-Hugh M'Diarmid. La seconda volta il motivetto si ripete camuffato in mezzo a degli accordi, ma Sorabji con una nota a piè di pagina lo esplicita, ed è subito riconoscibile per l'abbellimento.
- Fuga II: il soggetto, rispetto alla sommessa Fuga I, è di carattere “Allegro Assai” e, secondo Ronald Stevenson, che fece un'analisi dell'Opus nel 1961, è abbastanza movimentato da ricordare una Corrente. Il trattamento del soggetto diventa più esteso. Delle parti del brano rimandano al soggetto e controsoggetto della Fuga I.
- Interludium Primum: come recita il sottotitolo, è un tema con 49 variazioni. Il brano è uno dei più lunghi di tutta l'opera. Le variazioni, molto diverse tra loro (si va dal ”Lento” al “Presto Vivace”) si fanno via via più elaborate e complesse. Nel finale della variazione 46, prima della fila verticale di corone, e nella variazione 48 ci sono dei tremoli che ricordano quelli del Preludio Corale. L'ultima variazione è preceduta da una “pausa abbastanza lunga”. Parte molto piano per poi diventare a sorpresa fortissimo.
- Cadenza I: questo breve pezzo parte con una rapida scaletta da suonare piano, scritta su un solo pentagramma (cosa piuttosto rara in quest'opera). All'interno del brano, diviso in sette episodi, vi sono allusioni ai brani precedenti camuffate: ad esempio le ottave nel basso rimandano al controsoggetto della Fuga II e al piccolo tema del dedicatario presente alla fine della Fantasia. Nel finale, molto forte, ci sono 18 note tenute e delle lunghe corone.
- Fuga Tertia Triplex: come dice il titolo, è una fuga con tre soggetti dal carattere moderato, chiamati rispettivamente “Dux Primus”, “Dux Alterus”, “Dux Tertius”. Ogni soggetto usa come controsoggetto le varie forme del soggetto della sezione precedente. Le tre sezioni si chiudono con degli accordi suonati molto forte. Il finale della terza sezione, chiamato “Molto Adagio”, possiede un'indicazione metronomica: 80 circa all'ottavo. È l'unica presente in tutta l'opera.
- Interludim Alterum: noto anche come “Interludium B”, è più lungo e complesso del precedente perché è tripartito.

Il primo brano è una Toccata: essa si apre con delle rapide scalette e, nella mano sinistra, con delle ottave che ricordano l'inizio dell'introito. Possiede anche delle reminiscenze della Cadenza I e le stesse trillate di note doppie della Fantasia. Ha uno stile improvvisatorio e spesso è suonata sul registro alto della tastiera. Il brano si chiude con una serie di accordi molto forti alternati a coppie di scalette sonate all'unisono.
Il secondo è l’Adagio. Questo brano è pervaso da una “sonorità piena dolcissima, e morbidissima sempre”, come scrive Sorabji sullo spartito, ed è quasi tutto da suonare piano. All'inizio, nella mano destra, è presente l'inversione del tema che apre l'Introito. Poco prima del finale, nella sezione chiamata “Poetico”, c'è nella mano sinistra una citazione sempre dello stesso tema, non invertito. Il finale, una cascata discendente di accordi chiamata “Adagissimo”, è l'unica parte da suonare forte. Un accordo sulla parte bassa della tastiera, tenuto da una lunga corona, chiude il brano.
Il terzo ed ultimo è una lunga Passacaglia, che ha un tema che parte piano e con un tempo “Tranquillo e moderato”, quasi come se volesse riprendere l'atmosfera dell'Adagio. Questo tema è variato 81 volte. Le prime quattro variazioni consistono in una fughetta sul tema. Le var. 1-20 hanno il tema ben riconoscibile nel basso; le var. 21-52 lo presentano nella parte centrale della tastiera; le var. 53-81 lo possiedono nella melodia. La variazione 53, riconoscibile perché nella prima parte ha delle legature dall'andamento parecchio sinuoso, è soprannominata “Quasi Tambura”: vuole imitare il suono di questo strumento orientale a corde pizzicate, simile ad un liuto. Essa, composta da parecchi gruppi irregolari che si incastrano tra loro, ha un carattere orientaleggiante, caso unico in tutta l'opera e molto raro nella vasta produzione di Sorabji. La variazione 81 è molto tempestosa: presenta infatti particolari segni dinamici (Sfffz, più che sforzatissimo) e dei ritmi molto rapidi in concomitanza con difficoltà tecniche particolarmente scomode e ostiche, quali successioni di accordi per grado congiunto a mani alternate, al ritmo di semibiscrome (sessantaquattresimi).
Appena dopo questa variazione, inizia un brevissimo epilogo molto lento che presenta un netto contrasto dinamico (pppp) rispetto alla sezione immediatamente precedente. Anche nell'epilogo è presente il tema della Passacaglia.
- Cadenza II: ha una durata breve ed è fatta non da scalette, bensì da un rapido susseguirsi di accordi che parte con un suono contenuto. Non ha relazioni tematiche con gli altri pezzi. Finisce molto forte. Il pezzo è diviso dal prossimo da una lunga pausa.
- Fuga IV Quadruplex: come indica il titolo, è una lunga fuga con quattro soggetti. Il primo soggetto ha la partenza che ricorda il tema della Passacaglia. Il secondo e il quarto soggetto insolitamente sono piuttosto lunghi. La fuga sul terzo soggetto ha cinque voci: in una parte del brano segnala con una scritta l'ingresso della quinta voce. Verso la fine di ogni fuga su un soggetto, il tempo accelera. Il finale della quarta fuga, suonato molto forte, è direttamente attaccato all'ultima parte dell'opera, la Coda stretta.
- CODA_stretta: come scritto nell'attacco del brano, che inizia ancora in forma di fuga, il suono cerca di imitare il timbro molto pieno dell'organo. È suonata tutta forte. La prima parte fugata termina in un punto chiamato “Con somma strepità e furia”. Appena dopo questo passaggio, ne attacca un altro chiamato “Martellatissimo” in cui si intrecciano il soggetto principale (Dux Primus) della Fuga II e III. Tutta l'opera si conclude con una serie di accordi dal carattere irruente, quasi violento, da suonare Sffffz. Poco prima dell'accordo finale, enfatico ed atonale, ci sono 25 note tenute scritte su cinque pentagrammi.

### Dedica, composizione, ispirazione e postilla
Dal frontespizio dell'opera, sappiamo che l'opera è stata iniziata nel 1929. Inoltre esso contiene il nome e pseudonimo del dedicatario. Si tratta del poeta scozzese Hugh M’Diarmid, pseudonimo di Christopher Murray Grieve (1892-1978). Egli, amico del compositore, ne apprezzava molto le opere e, nel libro “The Company I've Kept” (1966), definì Sorabji “un principe tra gli uomini”. Inoltre, come dice la dicitura sotto, Sorabji la dedicò

Alla perenne gloria di quei pochi uomini benedetti e santificati nelle maledizioni e imprecazioni di coloro la cui preghiera è l'eterna dannazione.

Nella Fantasia, come detto sopra, scrive un piccolo tema basato sulle lettere iniziali del dedicatario.
Come già citato, Sorabji si ispirò allo stile e alla struttura della Fantasia Contrappuntistica di Ferruccio Busoni composta all'inizio del 1910, un pezzo che stimava parecchio. Ebbe l'occasione di sentirlo suonato da Egon Petri il 9 novembre 1929. L'Opus ha raggiunto la mastodontica cifra di poco più di 250 pagine (247 nell'edizione stampata; è quasi sei volte più grande dell'edizione definitiva della Fantasia uscita nel 1910, che peraltro è quella più vasta). In media, per essere eseguite necessitano quattro ore.
Dal manoscritto sappiamo che inizialmente aveva intenzione di chiamare il pezzo “Opus Sequentiale”. In un secondo momento sbarrò il titolo e lo cambiò in quello attuale. Terminata l'opera, vi mise una postilla e tre pagine di analisi frettolosa con delle tavole illustrate in cui espose delle caratteristiche generiche del pezzo. È l'unico caso di commento ad un brano che abbiamo di lui, insieme a quello lasciato nella Quarta Sonata per Pianoforte, che precede l'Opus. Sorabji comunque si rifiutò di pubblicarlo. Dal commento apprendiamo che voleva che l'Opus nei concerti fosse eseguito integralmente. Inoltre aveva una grande considerazione della sua opera: vi affermò che era fatta solo per pianisti seri, di alto ordine e per ascoltatori seri. L'opera, a causa delle difficoltà intellettuali e tecniche, secondo lui si piazzava al di là di ogni altra composizione. La intese come un “importante e serio contributo alla letteratura pianistica”. Afferma poi esplicitamente di essersi ispirato a Busoni, di cui aveva una grande stima, e che si è ispirato alla struttura della sua Fantasia Contrappuntistica per costruire le parti dell'Opus. Ma, mentre nel pezzo di Busoni ci sono tre fughe consecutive, nell'Opus ci sono quattro fughe intervallate da altri pezzi che hanno una fitta rete di rimandi tematici l'uno con l'altro.
Dalla postilla in fondo all'opera (vedi sotto) e da una lettera di Sorabji inviata all'amico compositore scozzese Erik Chisholm (1904-1965), sappiamo che è stata finita il 25 giugno 1930.
Nella lettera scritta il giorno stesso che ha completato l'opera, Sorabji scrisse:

Con fatica, e tutto il mio corpo che trema come in stato febbrile, ti scrivo questa lettera e ti informo che questo pomeriggio ho terminato Clavicembalisticum (252 pagine-più lungo del “Dies IRAE” e immensamente migliore…). Il finale “Coda Stretta” è una realizzazione con le 4 forme di ogni soggetto <delle fughe> che scorrono attraverso il tessuto connesso con citazioni dei soggetti delle fughe precedenti, declamate con massima veemenza. Le 4 pagine di chiusura sono cataclismatiche e catastrofiche così come null'altro che ho mai scritto, l'armonia sferza come acido nitrico, il contrappunto suona come il mills of God, per chiudere finalmente su questo implacabile monosillabo: <Sorabji trascrive l'accordo finale dell'Opus> “Io sono lo Spirito che nega!”. Ma come mi ha dissanguato… mi sento come Cristo quando disse “la Virtù è uscita da me!” Ed io pure: tutto il mio coraggio, tutta la mia forza!!”

Il “Mills of God” (“Mulini di Dio”) è un riferimento ad un poemetto di 4 versi del poeta statunitense Longfellow (1807-1882) chiamato “Retribution”. In esso è spiegato che la punizione divina, paragonata ad un mulino che macina, è lenta, ma avverrà inesorabilmente. La frase successiva sembra essere ripresa dalla prima parte del Faust di Goethe, pubblicata nel 1808.
Alla fine dell'opera, appena terminata la Coda stretta, disegnò una croce cristiana stilizzata e mise una postilla a piè di pagina in latino, in cui disse di avere terminato l'opera il 25 giugno 1930. Essa recita:

In nomine Patris et Filiis et Spiritus Sancti: 1.50 p. m. die vicesima quinta mensis Junii A. D. N. S. MCMXXX. Kaikhosru Sorabji opus perfecit domo suo MCLXXV. Ad portum clarinensem vicinum Mortus Regentis. Londinii.

## Esecuzioni, pubblicazione e bando d'esecuzione
Erik Chisholm, che presidiava una società a favore della diffusione della Musica Contemporanea, convinse Sorabji ad eseguire l'Opus, che al momento non era stato ancora pubblicato, in un concerto. Il compositore, che aveva grandi capacità tecniche ma suonava raramente in pubblico, accettò e, il 1º dicembre 1930 lo eseguì nella Stevenson Hall a Glasgow (Scozia). Non lo suonò a memoria, ma si fece girare le pagine del manoscritto presumibilmente dallo stesso Chisholm. Per tutto il brano e tra una sezione (Pars) e l'altra non fece nessuna pausa, per paura delle possibili conseguenze. L'esecuzione dell'opera intera durò due ore e mezza (contro le quattro ore di durata media) e stupì il pubblico.
Nel 1931 fu stampato in Austria e pubblicato dalla casa editrice londinese Curwen. L'opera, al momento dell'uscita, suscitò ammirazione perché era la più complessa tecnicamente. Il manoscritto fu consegnato da Sorabji nelle mani di Chisholm, che lo depositò nella Libreria Musicale dell'Università di Città del Capo, in cui andò a lavorare come professore di musica.
Il 10 marzo 1936 il pianista John Tobin eseguì la Pars Prima nella Cowdray Hall, in Inghilterra. Al saggio era presente anche Sorabji. L'esecuzione non gli piacque perché era troppo lenta; probabilmente mal digeriva anche il fatto che suonasse solo la Pars Prima: infatti, nell'analisi in fondo al manoscritto, aveva affermato che l'opera si doveva eseguire integralmente. Sorabji abbandonò la sala prima della conclusione e, qualche tempo dopo, negò di avere partecipato al concerto. L'esecuzione durò fino a 80-90 minuti, contro i 40 previsti da Sorabji (in media la Pars Prima dura da 40 a 50 minuti).
Qualche tempo dopo quell'occasione, si isolò sempre di più, smise di comporre e mise un bando alle sue opere: nessun pianista avrebbe dovuto suonarle in pubblico, a meno che avesse avuto la sua autorizzazione. Scrisse questo avvertimento anche in un angolo del frontespizio dell'Opus. Ritirerà il bando e tornerà a comporre solo nel 1976, convinto dall'amico Alistair Hinton, conosciuto nel 1972. Nel mentre, alcuni suoi fan provarono a convincerlo a registrare l'Opus. Sorabji, che tra il 1962 e il 1968 fu convinto dall'amico Frank Holliday (1912-1997) ad effettuare alcune registrazioni di suoi pezzi, non lo registrò mai.
Nel 1957 Peter Maxwell Davies, amico di John Ogdon, regalò a quest'ultimo una copia dell'Opus. Ogdon il 1º dicembre 1959 lo suonò interamente al dedicatario, Hugh M'Diarmid, che lo ascoltò per la prima volta. Il saggio, testimoniato da sei fotografie scattate da Helmuth Petzsch, si tenne in casa di Ronald Stevenson, pianista e compositore, nella zona di West Linton (Scozia). Ogdon momentaneamente non lo suonò in pubblico.
Nel 1961 Stevenson pubblicò una piccola analisi dell'Opus.
I primi pianisti a suonare l'Opus per intero dopo il ritiro del bando furono l'americano Michael Habermann, l'australiano Geoffrey Douglas Madge e, più tardi, il britannico Jonathan Powell. John Ogdon, appoggiato da collaboratori come Stevenson e Hinton, il 14 luglio e 2 novembre 1988 lo suonò in pubblico due volte e ne effettuò una registrazione in studio per la casa discografica Altarus. Nel cofanetto fu inserito un ampio libretto che contiene il commento di Stevenson insieme ad altre brevi analisi critiche di Hinton e Ogdon, che sarebbe morto poco tempo dopo, il 1º agosto 1989.
Altri pianisti ne effettuano tuttora degli estratti o solo alcune “Pars”.